# Téva
Téva es un canal de televisión generalista privado francés orientado principalmente a las mujeres y a la familia, perteneciente al Groupe M6. Comenzó sus emisiones el 6 de octubre de 1996 se encuentra disponible en operadores de TV de pago.

## Historia
En abril de 1995, Laurence Aupetit es nombrada directora de desarrollo del proyecto de la nueva cadena temática que por aquel entonces se denominaba "Vivre" (Vivir). Debido a divergencias internas dimite y es reemplazada por Mike Le Bas. Téva es una cadena mini generalista disponible en los operadores de televisión por satélite, cable e IPTV en Francia. El target comercial del canal son las mujeres de más de 50 años.
Téva lleva emitiendo en formato panorámico 16:9 desde el 10 de noviembre de 2009 y en alta definición (HD) desde el 8 de noviembre de 2011.
El 14 de noviembre de 2010, Téva emitió los primeros episodio de la serie Cougar Town y como resultado obtuvo los mejores datos de lanzamiento de una serie en la cadena.
La cadena consiguió nuevos récords de audiencias con las series Drop Dead Diva, Devious Maids, The Good Wife o la serie española Grand Hôtel. Otros programas de éxito han sido Téva Déco o Magnifique by Cristina.
En 2011, Téva festejó sus 15 años, para celebrarlo la cadena emitió una programación especial del 15 al 29 de junio.
Actualmente se encuentra entre las 15 cadenas de televisión más vistas de Francia.